# Frankfurt Hauptbahnhof

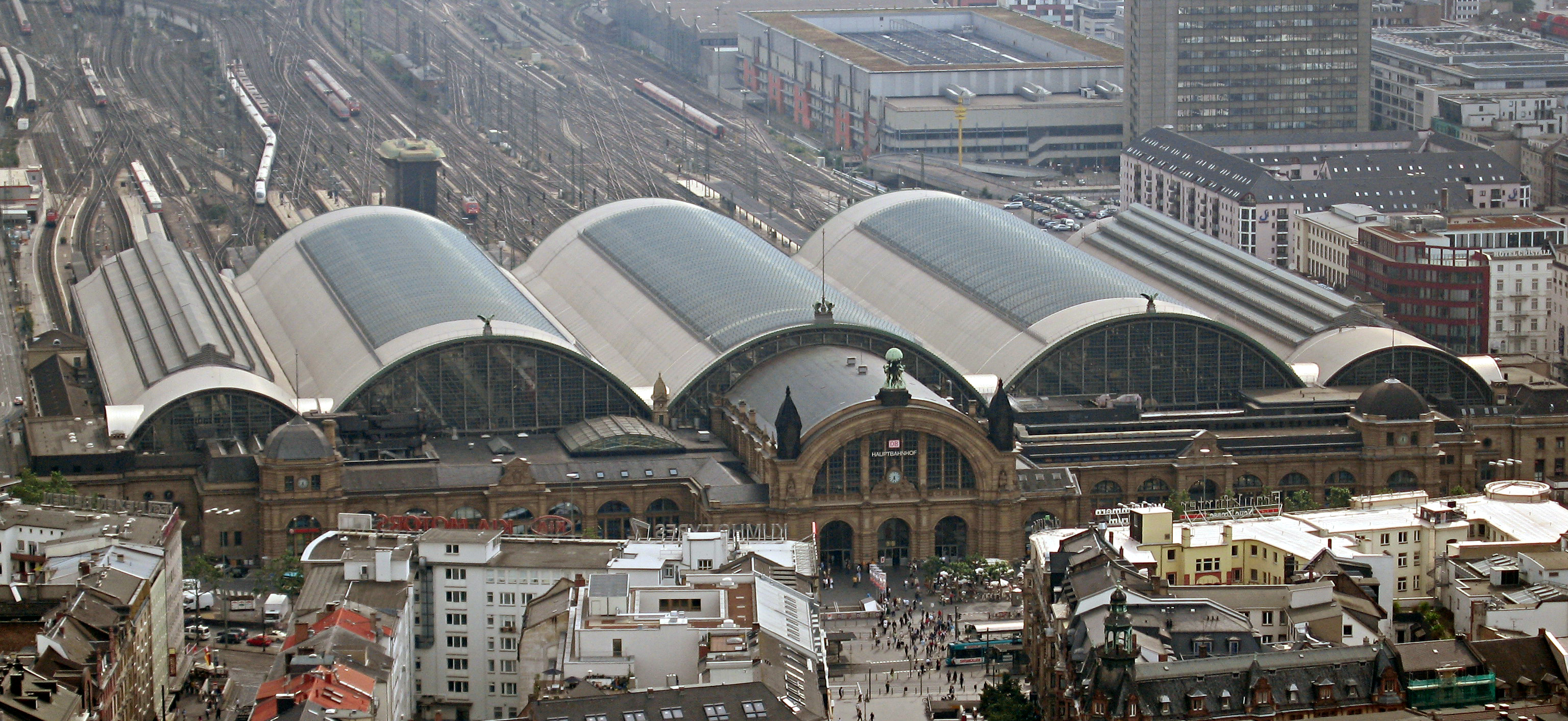
Frankfurt (Main) Hauptbahnhof

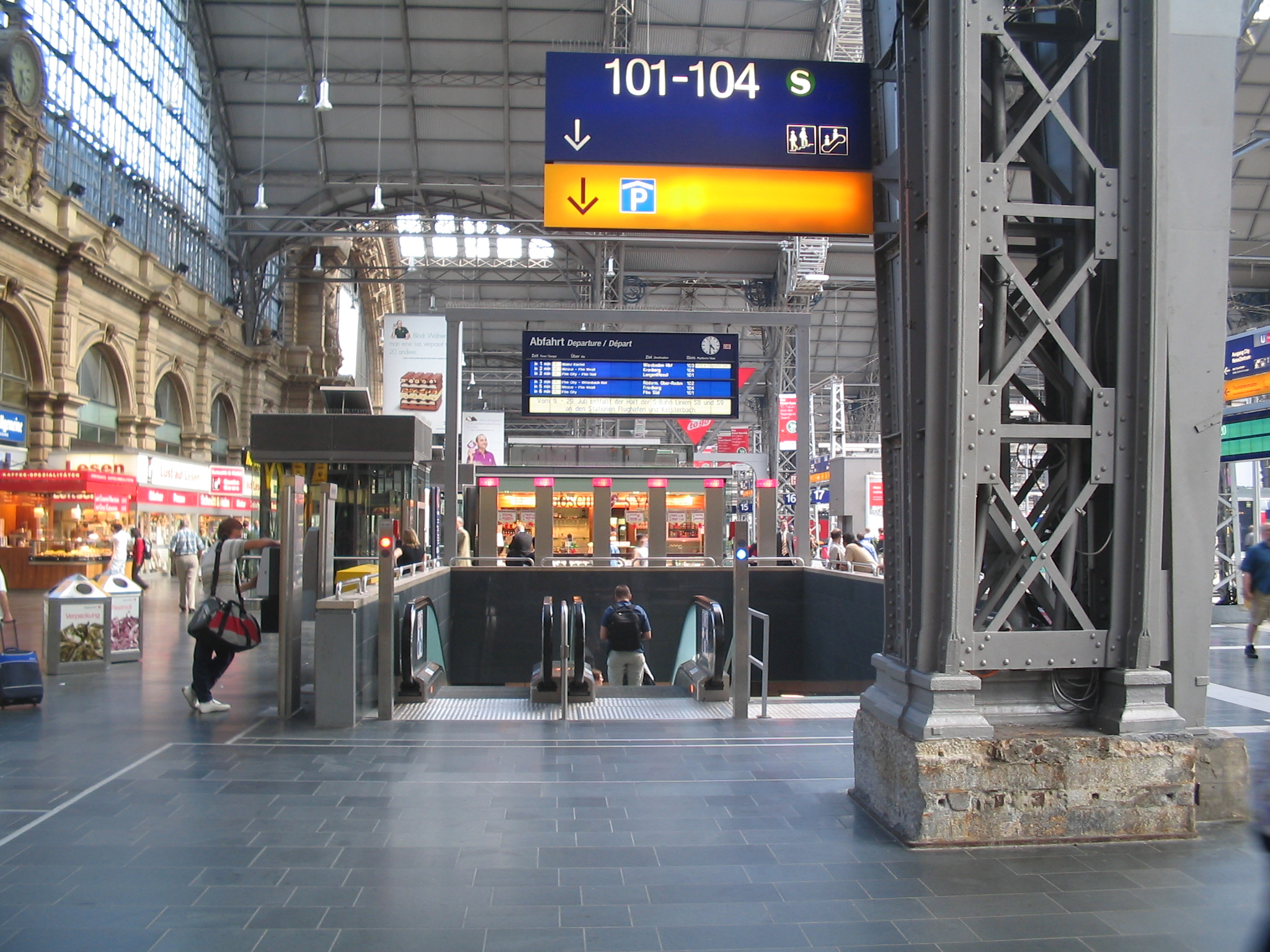
Plataforma transversal com descida nas plataformas subterrâneos

Frankfurt (Main) Hauptbahnhof é a estação ferroviária central da cidade alemã Frankfurt am Main. Com 350 mil passageiros diários, a estação do Deutsche Bahn é, em termos de tráfego, a segunda maior estação da Alemanha e uma das maiores estações da Europa. A estação integra o transporte público urbano e suburbano, oferecido pelo Metro de Frankfurt e S-Bahn Reno-Meno.